# Bruckbach (Felchbach)
Der Bruckbach ist ein Bach im  mittelfränkischen Landkreis Weißenburg-Gunzenhausen und ein nordwestlicher und rechter Zufluss des Felchbachs.

## Verlauf
Der Bach entspringt rund  1 km nördlich von Ettenstatt auf einer Höhe von rund 457 m ü. NHN. Nach der Unterquerung der Staatsstraße 2389 mündet er nach einem Lauf von 760 m zwischen Enhofen und Burg auf einer Höhe von etwa 440 m ü. NHN von rechts in den Felchbach. Sein etwa 0,8 km langer Lauf endet etwa 17 Höhenmeter unterhalb seiner Quelle, er hat somit ein mittleres Sohlgefälle von circa 522 ‰.
Nahe dem Bruckbach mündet auch der Ringelbach in den Felchbach.